# Stanisław Stefański (wiceminister)
Stanisław Zdzisław Stefański (ur. 29 kwietnia 1928 w Błazinach) – polski działacz państwowy i partyjny, wieloletni wiceprzewodniczący Komitetu do spraw Radia i Telewizji „Polskie Radio i Telewizja”, podsekretarz stanu w Ministerstwie Kultury i Sztuki (1981–1983).

## Życiorys
Syn Jana i Stanisławy. Wieloletni działacz Polskiej Zjednoczonej Partii Robotniczej, od 1980 do 1981 pełnił funkcję kierownika Wydziału Kultury KC PZPR. Od 1962 zajmował przez wiele lat stanowisko wiceprzewodniczącego Komitetu do spraw Radia i Telewizji „Polskie Radio i Telewizja”, odpowiedzialnego za sprawy telewizji. Jego pozycja wzrosła wraz ze słabnącym znaczeniem Włodzimierza Sokorskiego, na przełomie lat 60. i 70. rozważano go jako jego następcę. Uchodził za człowieka wiernego partii i nieugiętego cenzora, był bliskim przyjacielem Mieczysława Moczara i protegowanym Stefana Olszowskiego. W 1966 wchodził w skład Komisji Partyjno-Rządowej ds. Uroczystości Tysiąclecia (Chrztu Polski). Od września 1981 do maja 1983 pozostawał wiceministrem kultury i sztuki, odpowiedzialnym za sprawy kinematografii.

## Odznaczenia
- Krzyż Komandorski Orderu Odrodzenia Polski (1969)[8]
- Złota Odznaka Honorowa Towarzystwa Przyjaźni Polsko-Radzieckiej (1968)[9]